# Zou Zhenxian
Zou Zhenxian, né le 10 novembre 1955 dans la province du Liaoning, est un athlète chinois, spécialiste du triple saut.

## Biographie
Lors de la Coupe du monde 1981 à Rome, il porte son record à 17,34 m, record chinois jusqu'en 2009.
Il participe aux Jeux olympiques d'été de 1988 à Séoul, obtenant la quatrième place avec un saut de 16,83 m.

### Palmarès
| Date | Compétition                    | Lieu        | Résultat | Performance |
| ---- | ------------------------------ | ----------- | -------- | ----------- |
| 1978 | Jeux asiatiques                | Bangkok     | 2e       | 16,47 m     |
| 1979 | Championnats d'Asie            | Tokyo       | 1er      | 17,02 m     |
| 1979 | Coupe du monde des nations     | Montréal    | 4e       | 16,68 m     |
| 1981 | Championnats d'Asie            | Tokyo       | 1er      | 17,05 m     |
| 1981 | Universiade                    | Bucarest    | 1er      | 17,32 m     |
| 1981 | Coupe du monde des nations     | Rome        | 2e       | 17,34 m     |
| 1982 | Jeux asiatiques                | New Delhi   | 1er      | 16,80 m     |
| 1984 | Jeux olympiques                | Los Angeles | 4e       | 16,83 m     |
| 1985 | Championnats du monde en salle | Paris       | 7e       | 16,05 m     |
| 1986 | Jeux asiatiques                | Séoul       | 3e       | 15,76 m     |

### Records
| Épreuve     | Performance | Lieu | Date             |
| ----------- | ----------- | ---- | ---------------- |
| Triple saut | 17,34 m     | Rome | 5 septembre 1981 |